# Runas
runas je v informatice příkaz v příkazovém řádku pro systémy Microsoft Windows, který povoluje uživatelům spustit program pod jiným uživatelským jménem, než je uživatel právě přihlášen. Příkaz je podobný unixovým příkazům sudo a su, ale v unixových systémech je zapotřebí konfigurace systémových souborů administrátorem, aby příkazy fungovaly pro jednotlivé uživatele.

## Microsoft Windows
Příkaz runas byl představen ve verzi operačního systému Windows 2000. Jakákoliv aplikace může toto API (zkratka pro Application Programming Interface) použít pro vytvoření procesu s alternativním pověřením. Například Windows Explorer ve Windows 7 povoluje start aplikace pod jiným účtem, pokud je podržena klávesa shift a kliknuto pravým tlačítkem na jeho ikonu.

### Syntaxe
```
$ 
runas
 
[{
/profile
 
|
 
/noprofile
}]
 
[
/env
]
 
[
/netonly
]
 
[
/smartcard
]
 
[
/showtrustlevels
]
 
[
/trustlevel:<TrustLevel>
]
 
[
/savecred
]
 
/user:<UserAccountName>
 
program

```

#### Vysvětlení parametrů
Tato sekce je parafrázovaná z výstupu příkazu runas /?:
- /noprofile: Zrychluje načtení aplikace přeskočením nahrání uživatelského profilu Toto zrychlení se nemusí týkat všech aplikací.
- /profile: Nepřeskakuj načítání uživatelského profilu. Toto je standardní nastavení.
- /env: Použij momentální prostředí, nikoliv uživatelovo.
- /netonly: Zadané údaje mohou být použity pouze pro vzdálený přístup.
- /savecred: Údaje uložené předešlým uživatelem. Toto nastavení není přístupné ve verzích Windows 7 Home nebo Windows 7 Starter Edition. Z Windows XP Home Edition bylo toto nastavení také odebráno.
- /smartcard: Specifikuje, že údaje budou dodány z čipové karty.
- /user: Formát je buď UŽIVATEL@DOMÉNA nebo DOMÉNA\UŽIVATEL.
- /showtrustlevels: Zobrazí nápovědu (seznam použitelných parametrů úrovní důvěry) pro /trustlevel změnu
- /trustlevel: Jeden z úrovní důvěry zobrazených přepínačem /showtrustlevels.
- program: Příkazová řádka pro spustitelný soubor Viz příklady níže.

Poznámka: Zadej uživatelské heslo pouze pokud si o něj systém požádá.
Poznámka: Přepínač /profile není kompatibilní s přepínačem /netonly.
Poznámka: Přepínače /savecred a /smartcard nelze použít společně.

### Příklady
```
$ 
runas
 
/noprofile
 
/user:přístroj
\a
dministrator
 
cmd

$ 
runas
 
/profile
 
/env
 
/user:domena
\a
dmin
 
"mmc %windir%\system32\dsa.msc"

$ 
runas
 
/user:uzivatel@domena.priklad.org
 
"notepad C:\filename.txt"

$ 
runas
 
/user:administrator
 
/savecred
 
"shutdown /i"

```

## Inferno
Příkaz je také možno použít v operačním systému Inferno.

### Syntaxe
runas zapíše uzivatele do /dev/user a zavolá cmd se zadanými argumenty.
```
$ 
runas
 
uzivatel
 
cmd
 
[
arg...
]

```

## Doporučení
Je dobrým zvykem, že administrátor používá pro neadministrátorské a běžné rutinní práce účet s omezeným oprávněním. Aby se nemusel odhlašovat a zpět přihlašovat pokaždé, když musí použít účet s vyšším oprávněním, lze použít právě runas.